# ホソバノアマナ
ホソバノアマナ（細葉の甘菜、学名：Lloydia triflora）は、ユリ科チシマアマナ属の多年草。別名、ホソバアマナ。

## 特徴
地下にある鱗茎は球形または楕円形で長さ1cmになり、膜質の外皮があり、基部に細かいひげ根が生える。根出葉は1-2個あり、線形で長さ10-20cm、幅1.5-3mmになり、3稜がある。花茎は高さ10-25cmになり、上部に小型で披針形の茎葉が2-3個、まばらに互生する。
花期は4月下旬-6月。花茎の先に枝を分けてふつう1-5個の花をつける。花は径1-1.5cmの漏斗状で平開しない。花被片は6個で、長楕円形で長さ10-15mmになり、白色で淡緑色の脈があり、内側の基部に腺体が無い。雄蕊は6個あり、花被片よりごく短い。子房は上位で、3室あり、多数の胚珠がある。果実は蒴果となる。

## 分布と生育環境
日本国内では、北海道、本州、四国、九州に分布し、山地の日当たりのよい草原や落葉広葉樹林の林縁などに生育する。適度に湿り気があり、腐葉土が堆積している場所に見られる。国外では、朝鮮半島、中国大陸（北東部）、ウスリー、サハリン、千島列島（パラムシル島以北）、カムチャツカ半島に分布する。

## 名前の由来
種小名（種形容語）triflora は、「三花の」の意味。

## ギャラリー

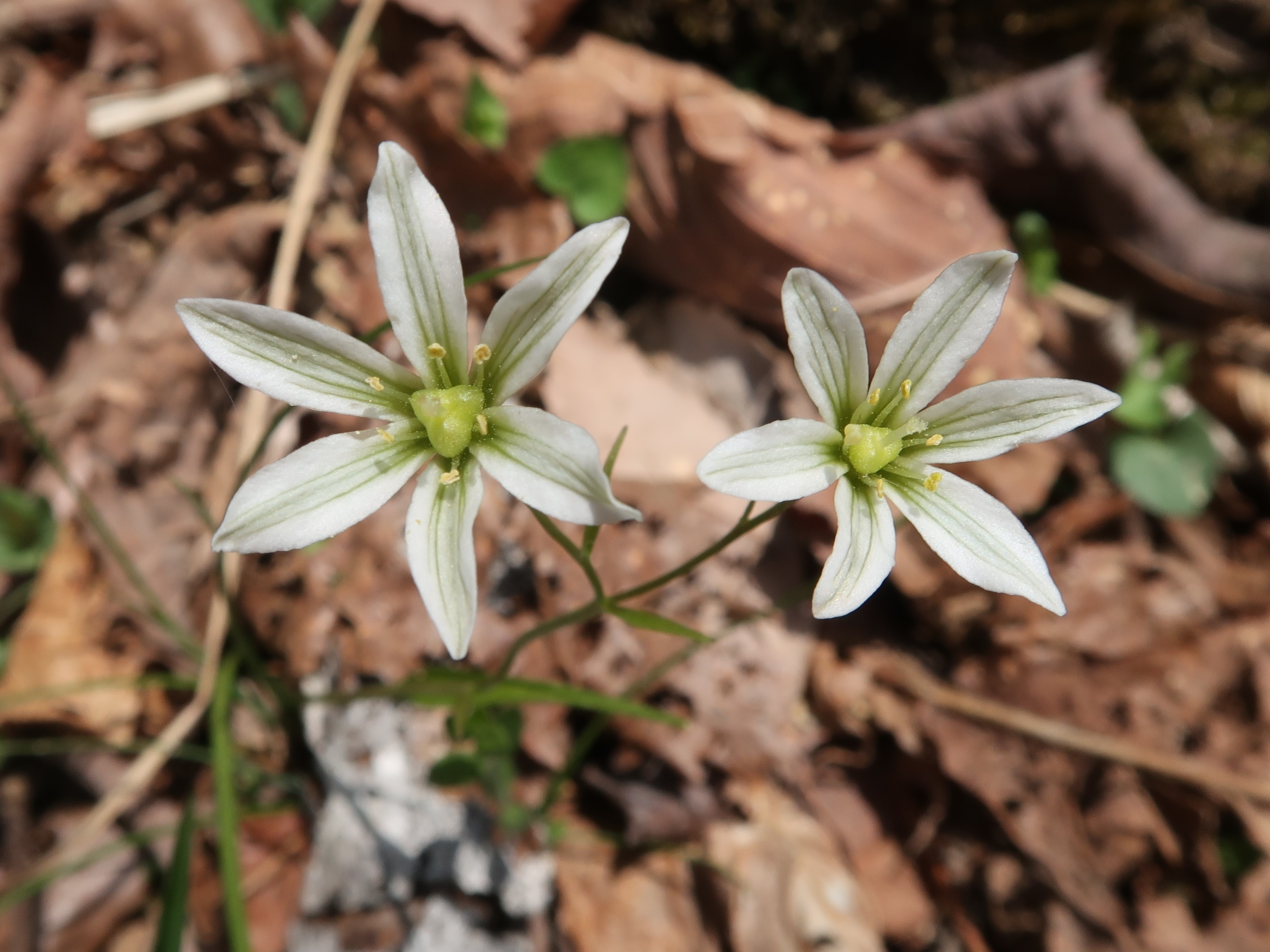
花被片6個は長楕円形で同形。内側の基部に腺体は無い。
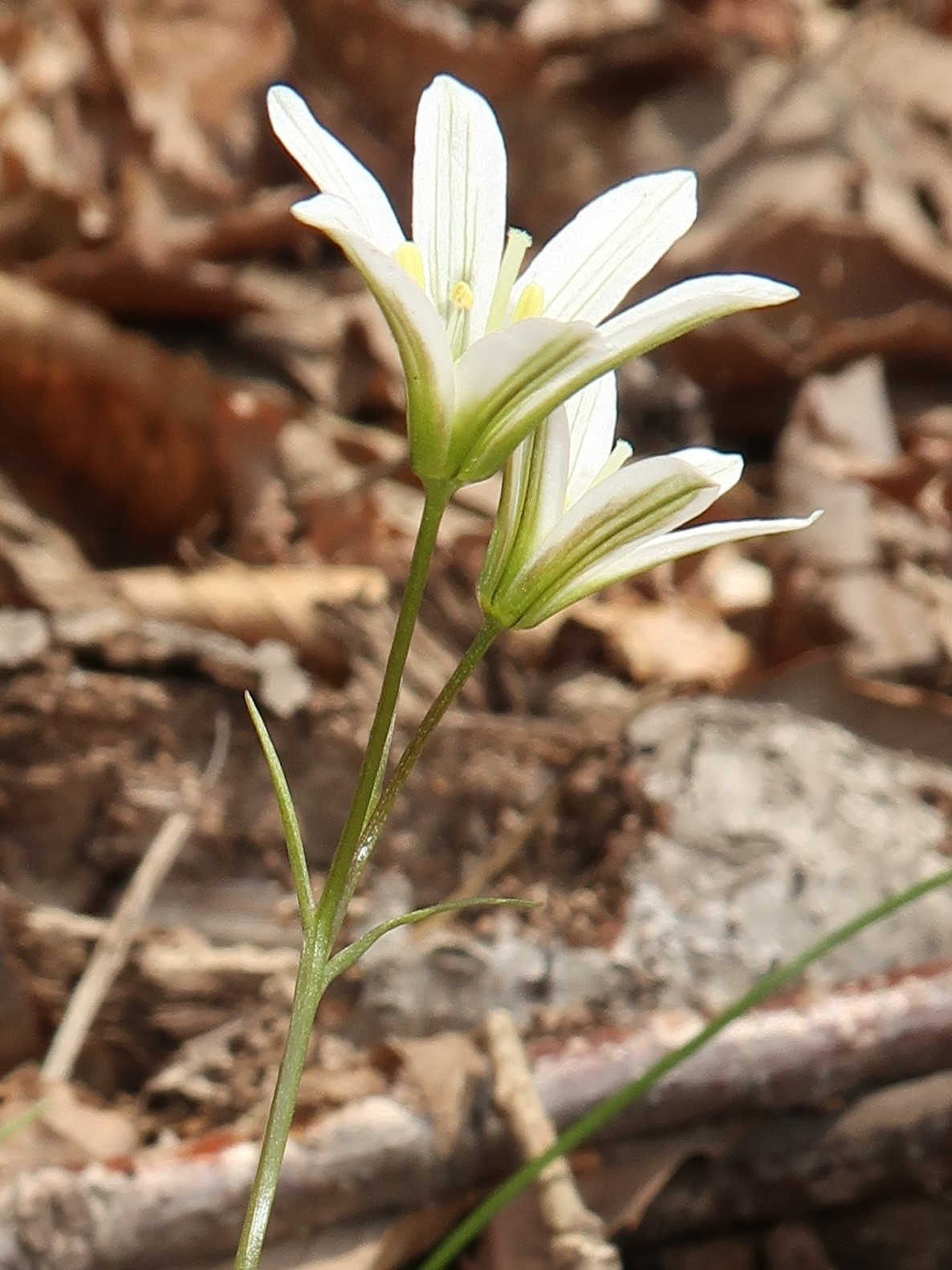
花は平開せず、漏斗状。花被片に緑色の脈がある。
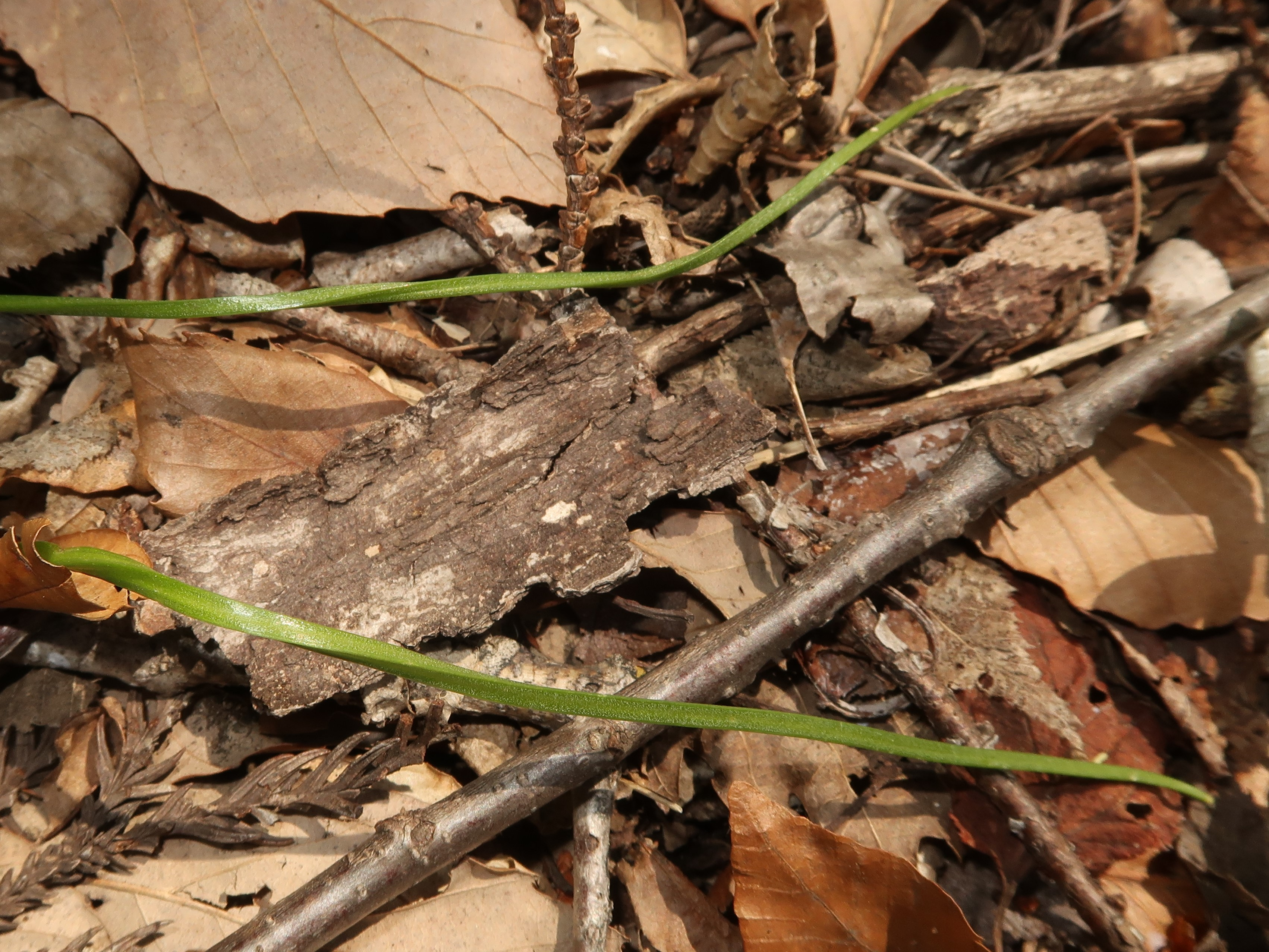
根出葉は1-2個あって線形、3稜がある。

## 近縁種
- キバナノアマナ属 Gagea
  - キバナノアマナ Gagea lutea
  - ヒメアマナ Gagea japonica
  - エゾヒメアマナ Gagea vaginata
- チシマアマナ属 Lloydia
  - チシマアマナ Lloydia serotina
  - ホソバノアマナ Lloydia triflora
- アマナ属 Amana
  - アマナ Amana edulis
  - ヒロハノアマナ Amana erythronioides